# Hermann Kemper
Pour les articles homonymes, voir Kemper.
Hermann Kemper (5 avril 1892 - 13 juillet 1977), est un ingénieur allemand, inventeur du train à sustentation magnétique.